# Jean Ulrici
Jean Ulrici, né à Mouland et décédé à Fourons le 6 juin 1982, est un homme politique belge et un militant wallon
Il accompagna la liste Retour à Liège et le combat des Fourons pour leur réintégration en Wallonie soit comme bourgmestre de Mouland  de 1964 à 1970, soit comme échevin des travaux dans le conseil communal de la commune fusionnée jusqu'à sa mort.